# پلهام (تنسی)
پلم(به انگلیسی: Pelham) شهری در ایالت تنسی کشور ایالات متحده آمریکا است که جمعیت آن در سرشماری سال ۲۰۱۰ میلادی، ۴۰۳ نفر بوده‌است.